# Lista de prefeitos de Cruz das Almas
Esta é uma lista de prefeitos da cidade de Cruz das Almas. Localizada no estado brasileiro da Bahia, é governada por prefeitos, também no passado chamados intendentes. 

## Lista completa[1]
| Nº  | Nome                            | Imagem                 | Partido                                          | Início do mandato       | Término do mandato                      | Observações                                                                                                  | Fontes |
| --- | ------------------------------- | ---------------------- | ------------------------------------------------ | ----------------------- | --------------------------------------- | --- | ------ |
| 1°  | Antonio de Silveira Franca      |                        | -                                                | 3 de outubro de 1897    | 27 de novembro de 1899                  | - |        |
| 1°  | Antonio de Silveira Franca      | 27 de novembro de 1899 | -                                                | 31 de dezembro de 1901  | Prefeito reeleito em sufrágio universal | |        |
| 2°  | Themistocles da Rocha Passos    |                        | -                                                | 31 de dezembro de 1901  | 28 de janeiro de 1903                   | Prefeito eleito em sufrágio universal                                                                        | [ 1 ]  |
| 3°  | Alberto Velloso da Rocha Passos |                        | -                                                | 28 de janeiro de 1903   | 10 de novembro de 1907                  | Prefeito eleito em sufrágio universal                                                                        | [ 1 ]  |
| 4°  | José Lino de Queiroz            |                        | -                                                | 10 de novembro de 1907  | 25 de julho de 1909                     | Prefeito eleito em sufrágio universal                                                                        | [ 1 ]  |
| 5°  | Januário Rodrigues Velame       |                        | -                                                | 25 de julho de 1909     | 19 de julho de 1912                     | Prefeito eleito em sufrágio universal                                                                        | [ 1 ]  |
| 6°  | Trajano Andrade                 |                        | -                                                | 19 de julho de 1912     | -                                       | Prefeito eleito em sufrágio universal                                                                        | [ 1 ]  |
| 7°  | Luiz Eloy Passos                |                        | -                                                | -                       | 23 de novembro de 1930                  | Nomeado ao cargo pelo governo                                                                                | [ 1 ]  |
| 8°  | Crisógno José Fernandes         |                        | -                                                | 23 de novembro de 1930  | 1° de julho de 1933                     | Nomeado ao cargo pelo governo                                                                                | [ 1 ]  |
| 9°  | Luiz Eloy Passos                |                        | -                                                | 1° de julho de 1933     | 1° de fevereiro de 1934                 | Nomeado ao cargo pelo governo                                                                                | [ 1 ]  |
| 10° | Gilberto de Almeida Passos      |                        | -                                                | 1° de fevereiro de 1934 | 2 de fevereiro de 1934                  | Nomeado como interino ao cargo pelo governo                                                                  | [ 1 ]  |
| 11° | Luiz Eloy Passos                |                        | -                                                | 2 de fevereiro de 1934  | 5 de maio de 1937                       | Prefeito eleito em sufrágio universal                                                                        | [ 1 ]  |
| 12° | José Baptista da Fonseca        |                        | -                                                | 5 de maio de 1937       | 10 de julho de 1937                     | Nomeado como interino ao cargo pelo governo                                                                  | [ 1 ]  |
| 13° | Luiz Eloy Passos                |                        | -                                                | 10 de julho de 1937     | 10 de agosto de 1944                    | Nomeado ao cargo pelo governo                                                                                | [ 1 ]  |
| 14° | Edmundo Pereira Leite           |                        | -                                                | 10 de agosto de 1944    | 5 de maio de 1945                       | Nomeado ao cargo pelo governo estadual da Bahia                                                              | [ 1 ]  |
| 15° | José de Carvalho Rocha          |                        | -                                                | 5 de maio de 1945       | 23 de novembro de 1945                  | Nomeado ao cargo pelo governo estadual da Bahia                                                              | [ 1 ]  |
| 16° | Geraldo Carlos Pinto            |                        | -                                                | 23 de novembro de 1945  | 12 de janeiro de 1947                   | Nomeado ao cargo pelo governo estadual da Bahia                                                              | [ 1 ]  |
| 17° | Milton Ernestino da Silva       |                        | -                                                | 12 de janeiro de 1947   | 5 de fevereiro de 1948                  | Nomeado ao cargo pelo governo estadual da Bahia                                                              | [ 1 ]  |
| 18° | Ramiro Eloy Passos              |                        | -                                                | 5 de fevereiro de 1948  | 7 de abril de 1951                      | Prefeito eleito em sufrágio universal                                                                        | [ 1 ]  |
| 19° | Jorge Guerra                    |                        | Partido Autonomista PAN                          | 7 de abril de 1951      | 7 de abril de 1955                      | Prefeito eleito em sufrágio universal                                                                        | [ 1 ]  |
| 20° | Ramiro Eloy Passos              |                        | -                                                | 7 de abril de 1955      | 7 de abril de 1959                      | Prefeito eleito em sufrágio universal                                                                        | [ 1 ]  |
| 21° | Fernando Carvalho de Araújo     |                        | -                                                | 7 de abril de 1959      | 7 de abril de 1963                      | Prefeito eleito em sufrágio universal                                                                        | [ 1 ]  |
| 22° | Jorge Guerra                    |                        | União Democrática Nacional UDN                   | 7 de abril de 1963      | 15 de maio de 1964                      | Prefeito eleito em sufrágio universal                                                                        | [ 1 ]  |
| 23° | Waltércio Barroso               |                        | -                                                | 15 de maio de 1964      | 7 de abril de 1967                      | posto prlo exército no cargo de prefeito, assumiu o mandato após a renúncia-forçada do titular Jorge Guerra. | [ 1 ]  |
| 24° | Lauro de Almeida Passos         |                        | -                                                | 7 de abril de 1967      | 1° de fevereiro de 1971                 | Prefeito eleito em sufrágio universal                                                                        | [ 1 ]  |
| 25° | Fernando Carvalho de Araújo     |                        | -                                                | 1° de fevereiro de 1971 | 1° de fevereiro de 1973                 | Prefeito eleito em sufrágio universal                                                                        | [ 1 ]  |
| 26° | Carmelito Barbosa Alves         |                        | Partido do Movimento Democrático Brasileiro PMDB | 1° de fevereiro de 1973 | 1º de fevereiro de 1977                 | Prefeito eleito em sufrágio universal                                                                        | [ 1 ]  |
| 27° | Claudemiro Dias Pamponet        |                        | -                                                | 1º de fevereiro de 1977 | 1° de fevereiro de 1983                 | Prefeito eleito em sufrágio universal                                                                        | [ 1 ]  |
| 28° | Carmelito Barbosa Alves         |                        | Partido do Movimento Democrático Brasileiro PMDB | 1° de fevereiro de 1983 | 1º de janeiro de 1989                   | Prefeito eleito em sufrágio universal                                                                        | [ 1 ]  |
| 29° | Lourival dos Santos             |                        | -                                                | 1º de janeiro de 1989   | 1º de janeiro de 1993                   | Prefeito eleito em sufrágio universal                                                                        | [ 1 ]  |
| 30° | Carmelito Barbosa Alves         |                        | Partido da Social Democracia Brasileira PSDB     | 1º de janeiro de 1993   | 1º de janeiro de 1997                   | Prefeito eleito em sufrágio universal                                                                        |        |
| 31° | Raimundo Jean                   |                        | Partido Trabalhista Brasileiro PTB               | 1º de janeiro de 1997   | 1º de janeiro de 2001                   | Prefeito eleito em sufrágio universal                                                                        | [ 1 ]  |
| 31° | Raimundo Jean                   | 1º de janeiro de 2001  | Partido Trabalhista Brasileiro PTB               | 1° de janeiro de 2005   | Prefeito reeleito em sufrágio universal | [ 1 ] |        |
| 32° | Orlandinho                      |                        | Partido dos Trabalhadores PT                     | 1º de janeiro de 2005   | 1º de janeiro de 2009                   | Prefeito eleito em sufrágio universal                                                                        | [ 1 ]  |
| 32° | Orlandinho                      | 1º de janeiro de 2009  | Partido dos Trabalhadores PT                     | 1° de janeiro de 2013   | Prefeito reeleito em sufrágio universal | [ 1 ] |        |
| 33° | Raimundo Jean                   |                        | Partido do Movimento Democrático Brasileiro PMDB | 1º de janeiro de 2013   | 9 de setembro de 2015                   | Prefeito eleito em sufrágio universal                                                                        | [ 1 ]  |
| 34° | Ednaldo Ribeiro                 |                        | Partido Trabalhista Cristão PTC                  | 9 de setembro de 2015   | 1º de janeiro de 2017                   | Vice-prefeito eleito no cargo de prefeito, assumiu o mandato após a renúncia do titular Raimundo Jean.       | [ 1 ]  |
| 35° | Orlandinho                      |                        | Partido dos Trabalhadores PT                     | 1º de janeiro de 2017   | 1º de janeiro de 2021                   | Prefeito eleito em sufrágio universal                                                                        | [ 1 ]  |
| 36° | Ednaldo Ribeiro                 |                        | Republicanos REPUBLICANOS                        | 1º de janeiro de 2021   | 1º de janeiro de 2025                   | Prefeito eleito em sufrágio universal                                                                        | [ 1 ]  |
| 36° | Ednaldo Ribeiro                 | 1º de janeiro de 2025  | Republicanos REPUBLICANOS                        | Em exercício            | Prefeito reeleito em sufrágio universal | [ 1 ] |        |